# Bracon thuringiacus
Bracon thuringiacus är en stekelart som beskrevs av Otto Schmiedeknecht 1897. Bracon thuringiacus ingår i släktet Bracon och familjen bracksteklar. Utöver nominatformen finns också underarten B. t. blankenburgiae.